# クリュセイスを父親のもとへ送り届けるオデュッセウス
『クリュセイスを父親のもとへ送り届けるオデュッセウス』（クリュセイスをちちおやのもとへおくりとどけるオデュッセウス、仏: Ulysse remet Chryséis à son père, 英: Odysseus returns Chryseis to Her Father）は、フランスのバロック時代の古典主義の画家クロード・ロランが1644年ごろに制作した絵画である。油彩。古代ギリシアのホメロスの叙事詩『イリアス』1巻のエピソードを主題とする神話画で、『パリスとオイノネのいる風景』の対作品。保存状態は良好である。現在はパリのルーヴル美術館に所蔵されている。

## 主題
クリュセイスはトロアス地方の都市クリュセの年老いたアポロンの神官クリュセスの美しい娘であった。クリュセスはトロイア戦争により娘がギリシア軍の捕虜になったことを知ると、身代金を持参してギリシア人の陣営を訪れ、娘を返還するよう求めた。しかしクリュセイスを戦利品として獲ていたアガメムノンは彼を乱暴に追い返した。そのためクリュセスはアポロンに祈り、ギリシア軍に災いをもたらすことを願うと、アポロンは疫病を起こして多くのギリシア兵を死に追いやった。ギリシア人がこの問題について軍議を開くと、アガメムノンとアキレウスの間で激しい議論が交わされた。その結果、アガメムノンはしぶしぶクリュセイスの返還に応じ、オデュッセウスを使者とし、クリュセイスおよびアポロンに捧げる犠牲獣をクリュセスのもとに送り届けることを決めた。しかしクリュセイスを返還する代償としてアキレウスの捕虜ブリセイスを奪った。アキレウスは激怒して戦場に出ることを拒んだ。

## 制作経緯

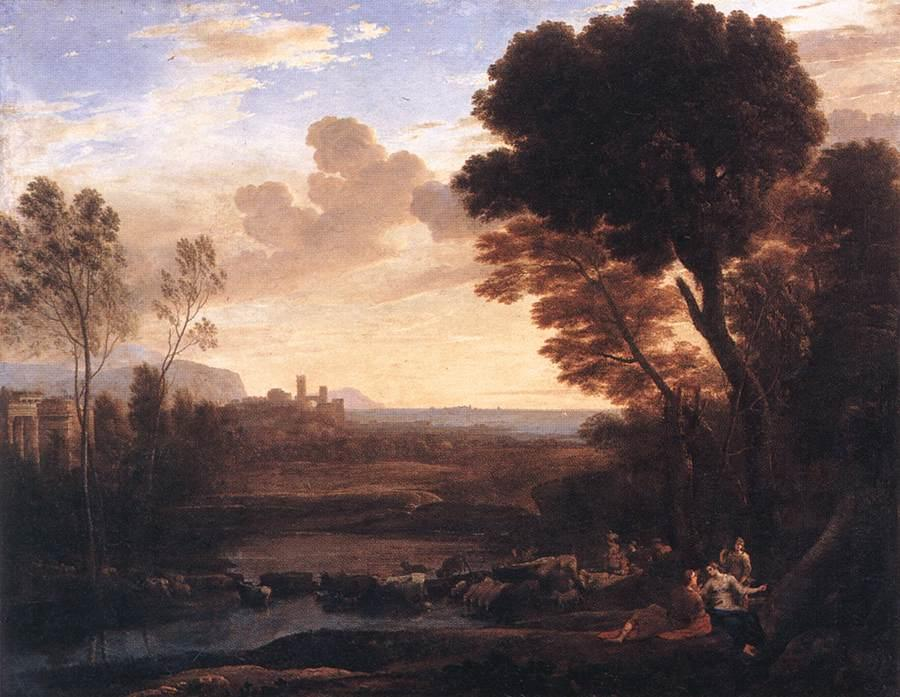
対作品『パリスとオイノネのいる風景』。ルーヴル美術館所蔵。

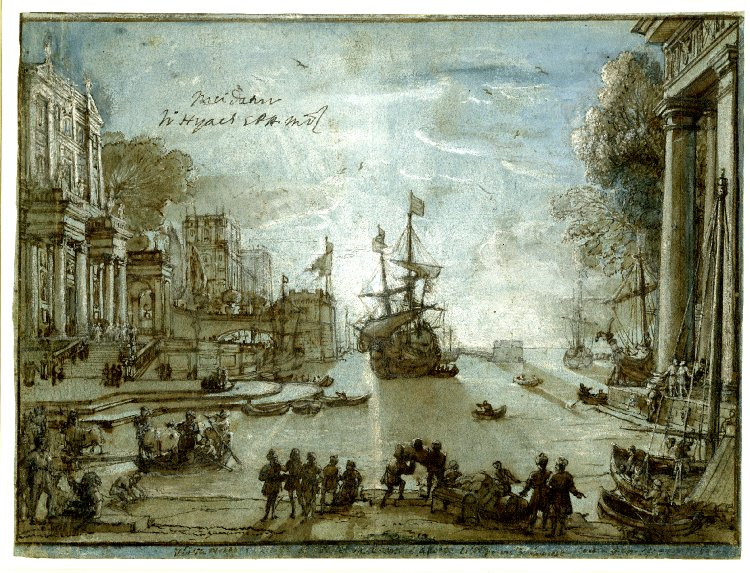
クロード・ロラン自身が作成した作品目録『リベル・ヴェリタリス』では80番目に記録されている。

1640年代のクロード・ロランはフランスの顧客のために数多くの絵画を制作した。クロード・ロラン自身が贋作を避けるために作成した作品目録『リベル・ヴェリタリス』（Liber Veritatis, 真実の書の意）によると、本作品は美術収集家のラ・ロシュ＝グイヨン公爵ロジェ・デュ・プレッシー・ド・リアンクールのために描かれた。両者の仲介をしたのはフォントネ＝マレイユ侯爵フランソワ・デュ・ヴァルであり、駐ローマ・フランス大使として1641年から1646年、1647年から1650年にかけてローマに滞在している。フォントネ＝マレイユ侯爵自身もまた1645年にクロード・ロランに2枚の絵画の制作を依頼したことが知られている。

## 作品
クロード・ロランはオデュッセウスが美女クリュセイスを返還し、使者としての役割を果たした瞬間を描いている。『イリアス』の登場人物は画面左のアポロンとアルテミスを祭祀した神殿の柱廊式玄関正面の小さな人物群の中にあり、甲冑を身にまとったオデュッセウスは、白い神官衣装に身を包んだクリュセスに、青い衣装を着たクリュセイスを返還している。神殿のファサードを取り囲む欄干の上には、神殿の祭神と思われる男神と女神の像が立ち、海上を見つめている。画面左下ではアポロンに捧げられる牛がボートに乗せられて運ばれている。オデュッセウスの船は画面中央にあって、太陽の強い光の前に際立った存在として配置され、海面上に伸びる大きな影と反射する細い光の筋を作っている。署名は画面左端に立っている人物像の足元の石材に記されている。
トロイア戦争のエピソードを描いたクロード・ロランの作品はいくつか知られているが、ホメロスを扱った作品は稀である。対作品の『パリスとオイノネのいる風景』もやはりトロイア戦争と関係のあるエピソードであり、トロイア王子パリスとその恋人であったオイノネを描いている。
制作年代については、美術史家マイケル・キットソン（1978年）やマルセル・レートリスベルガー（2013年）は、作品目録『リベル・ヴェリタリス』の記載位置をもとに1644年ごろであるとしている。本作品の主題に関する知識はルイ14世の時代には失われており、画家・美術評論家シャルル・ルブラン（1683年）や、細密画家・版画家ニコラス・バイリ（1709年）も本作品の主題が何であるか分からなかった。1793年に絵画がルーブル美術館のグランデ・ギャラリーで展示されたときもいまだ不明のままであったが、1837年に美術史家ジョン・スミスによって最初に特定された。
1767年に女性美術商・修復家マリー＝ジャコブ・ゴドフロワによって裏地が張り直された。1963年から1964年にかけて画家・修復家ジャン＝ガブリエル・グリナによって修復された。

## 来歴
ラ・ロシュ＝グイヨン公爵ロジェ・デュ・プレッシー・ド・リアンクールのために描かれた『クリュセイスを父親のもとへ送り届けるオデュッセウス』と『パリスとオイノネのいる風景』は、その後、親戚の第2代リシュリュー公爵アルマン・ジャン・ド・ヴィニュロ・デュ・プレッシーの手に渡った。さらに1665年にフランス国王ルイ14世によって購入された。

## ギャラリー
クロード・ロランのルーヴル美術館所蔵の他の海港画

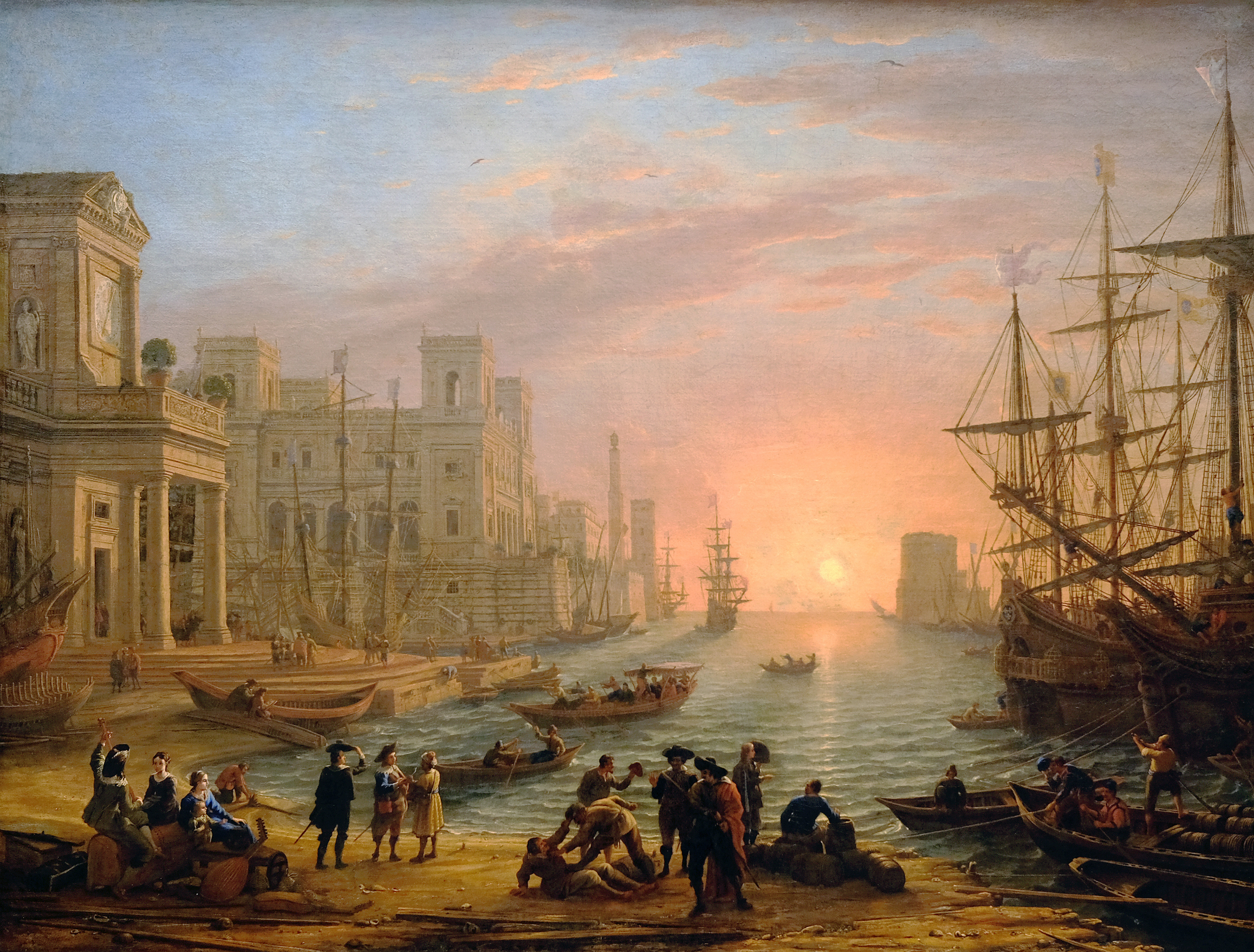
『夕暮れの海港』1639年
『タルソスに上陸するクレオパトラ』1642年から1643年の間
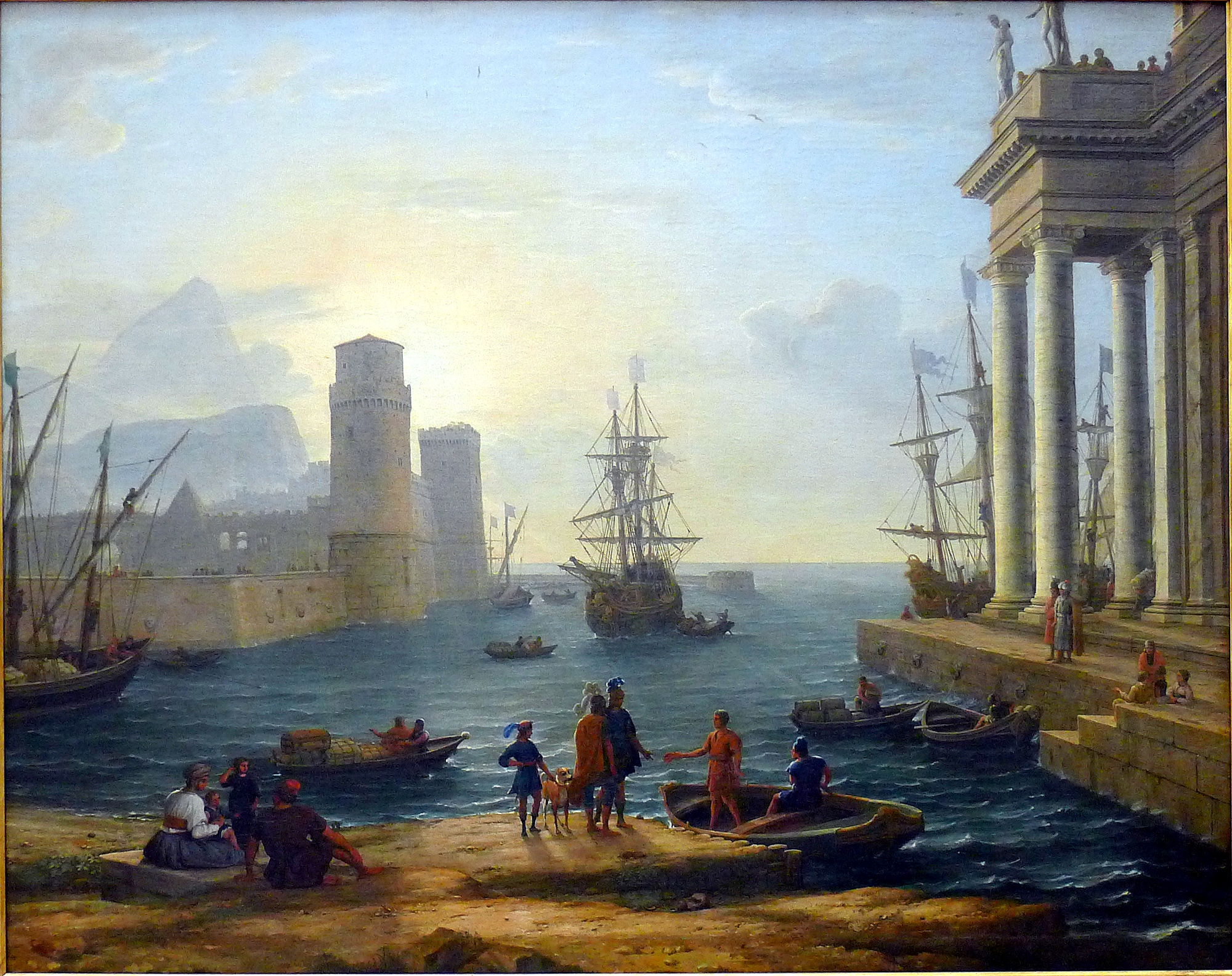
『港、霧の効果』あるいは『オデュッセウスの乗船』1646年